# 道 (GReeeeNの曲)
「道」（みち）は、GReeeeNのメジャーデビューシングル。2007年1月24日にNAYUTAWAVE RECORDSより発売。

## 概要
「道」の作詞・作曲はGReeeeNのHIDE名義、カップリングの「絆」は作詞はHIDE、作曲はHIDEの実兄のJIN名義である。この2曲以外は全て作詞・作曲ともにGReeeeN名義であり、結果、この作品は珍しいものとなった。
ジャケットは、少年の口にGReeeeNのシンボルマークをはめ込んだもの。

## 収録曲
1. 道 (4:07)
  - 作詞・作曲 HIDE
  - TBS系『CDTV』オープニングテーマ
  - 高校野球神奈川県大会 (2007年：高校野球中継オープニング・エンディング)
  - TBS系『日立 世界・ふしぎ発見!』エンディングテーマ
  - BS日テレ『キズナのチカラ』エンディングテーマ
  - SUBARU『XV』CMソング（2017年4月 - ）
2. 絆 (4:22)
  - 作詞 HIDE 作曲 JIN

## 収録アルバム
- あっ、ども。はじめまして。（#1）
- いままでのA面、B面ですと!?（#1,2）
- 歌うたいが歌うたいに来て 歌うたえと言うが 歌うたいが歌うたうだけうたい切れば 歌うたうけれども 歌うたいだけ 歌うたい切れないから 歌うたわぬ!?（#1、初回盤Aのみ収録）
- ALL SINGLeeeeS 〜& New Beginning〜（#1）

## カバー
道
- グリーンボーイズ- 映画『キセキ - あの日のソビト -』でGReeeeNのメンバーを演じた4人によるユニットで、同名タイトルでカバー[1]。
- 九星隊 - シングル 『By your side』カップリング曲。同名タイトルでカバー。
- RamilsonMaiaカバーアルバム『Runnings』に収録